# Naekake A
Naekake A is een bestuurslaag in het regentschap Timor Tengah Utara van de provincie Oost-Nusa Tenggara, Indonesië. Naekake A telt 1550 inwoners (volkstelling 2010).